# Internationale Zuständigkeit
In der Rechtswissenschaft entscheidet die internationale Zuständigkeit bei Fällen mit Auslandsberührung, in welchem Staat ein Gericht zur Entscheidung über die Rechtsstreitigkeit berufen ist. Dieser Staat wird als Forumstaat bezeichnet. 
Für die internationale Zuständigkeit gibt es neben dem Wohnsitz des Beklagten, der seinen allgemeinen Gerichtsstand begründet, noch weitere Anknüpfungskriterien für besondere Gerichtsstände wie beispielsweise den Handlungs- oder den Erfolgsort bei Klagen aus unerlaubter Handlung. 
Die Europäische Union hat ein internationales Zivilverfahrensrecht entwickelt.